# يان سكوت (رسام)
يان سكوت (بالإنجليزية: Ian Scott)‏ هو رسام نيوزيلندي، ولد في 20 أبريل 1945 في برادفورد في المملكة المتحدة، وتوفي في 27 يونيو 2013 في أوكلاند في نيوزيلندا.